# Pandora’s Box (amerikai együttes)
A Pandora’s Box egy egykori amerikai rockegyüttes. Rövid karriert, viszont annál nagyobb sikereket értek el Jim Steinmannak köszönhetően. Steinman állította össze az együttest négy női taggal és elkészítették Jim addigi kiadatlan dalaiból álló lemezüket, az Original Sin-t.

## Története
A fő énekesek Ellen Foley, Elaine Caswell, Gina Taylor és Delíria Wild voltak.
Ellen Foley korábban dolgozott Steinmannal a Bat out of Hell című lemezsorozat első példányának elkészítésekor mint vokalista. Delíria Wild pedig a Fire Inc. csapatban dolgozott, Caswell pedig a The Dream Engine elkészítésekor dolgozott együtt Jimmel, majd 1986-ban és 1988-ban Bonnie Tyler Hide Your Heart és Secret Dreams and Forbidden Fire című lemezén vokálozott. Steinman tapasztalt és igen jó hangú énekesnőket válogatott össze produkciójához.
Első slágerüket (It’s All Coming Back To Me Now) egy New York-i pub-ban adták elő, s már akkor tudni vélték, hogy nagy sláger lesz. Elkészült az Original Sin című lemez, melynek zeneszerzője és producere Jim Steinman volt. Az album iránti kereslet elég szerény volt, de Steinman továbbra is büszke volt együttesére. Leforgatták az It’s All Coming Back To Me Now-hoz tartozó promóciós videóklipet, ami ahelyett hogy beváltotta volna a hozzá fűzött reményeket, inkább megosztottságot váltott ki az emberekből pornográf jelenetei miatt. A lemez következő és egyben utolsó kislemez dala és videóklipje a Good Girls Go To Heaven volt. A videóklipet Steinman rendezte, a forgatások egy női börtönben készültek. Később Steinman átírja a dalt Meat Loafnak. A Pandora’s Box a brit toplistára is felkerült és Nyugat Európa szerte ismertté vált. Azonban az album kiadási és terjesztési gondokba botlott. Nem adták ki a lemezt többek között az Egyesült Államokban, ami nagy érvágást jelentett az együttes számára. Az utolsó döfést a zenekar életébe egy nagyszabású koncert sorozat meghiúsulása adta meg. A Pandora’s Box együttes a szép sikerek után a feledés homályába merült, de nem tűnt el végleg. Az Original Sin című dal később többször felcsendült más művekben. Először a Vámpírok Bálja musicalben, majd a Meat Loaf életéről szóló film egyik betétdala lett. Az It's A Coming Back To Me Now című dalt 1996-ban Celine Dion vitte sikerre és a toplisták első helyére került. 2006-ban pedig Meat Loaf albumára lett átdolgozva és Ő is feltornázta a slágerlistákra. Meat Loaf még elénekelte a Future Ain't Bad It Used To Be című mótát, amit Jim átdolgozott a Bat Out Of Hell III-ra.
Steinman nem próbálkozott újra építeni művét, azért sem, mert Meat Loaf akkori lemezével lett elfoglalva. Ellen Foley Steinmannal együtt Meat Loaf csapatába állt vokalistának és a Bat out of Hell II. című lemez előkészületeiben segédkezett majd nem sokkal később szólókarrierbe kezdett kisebb sikerrel. A többi énekesnők vokalistaként folytatták más együttesekben vagy befejezték zenei pályafutásukat.
2006-ban ismét kiadták az Original Sin lemezt bónusz DVD-vel, immáron a tengerentúlon is.
Steinman állítása szerint Pandóra szelencéje ez egyik kedvenc mítosza.

## A lemez dalai
CD:
1. Invocation
2. Original Sin
3. Twentieth Century Fox
4. Safe Sex
5. Good Girls Go To Heaven
6. Requiem Metal
7. I've Been Dreaming Up
8. It's All Coming Back To Me Now
9. Opening Of The Box
10. Want Ad
11. My Little Red Book
12. It Just Won't Quit
13. Pray Lewd
14. Future Ain't Bad It Used To be

DVD (2006-os kiadáshoz)
1. Prolouge (The Teenager In Love)
2. It's All Coming Back To Me Now (promo videó)
3. Good Girls Go To Heaven
4. Jim Steinman Opens Pandora's Box

## Feldolgozások
| Év   | Előadó         | Dal                                               | Album                                     | Hossz |
| 1993 | Meat Loaf      | Good Girls go to Heaven (Bad Girls go Everywhere) | Bat Out Of Hell II. Back Into Hell        | 6:53  |
| 1995 | Meat Loaf      | Original Sin                                      | Welcome to the Neighborhood               | 6:25  |
| 1995 | Celine Dion    | It's all coming back to me now                    | Falling into You                          | 7:32  |
| 1998 | Vámpírok Bálja | Good Girls go to Heaven (Fühl die Nacht)          | Vámpírok Bálja kiadványok                 | 9:19  |
| 2006 | Meat Loaf      | It's all coming back to me now                    | Bat out of Hell III. The Monster is Loose | 6:05  |
| 2006 | Meat Loaf      | The Future ain't What it Used to Be               | Bat out of Hell III. The Monster is Loose | 7:54  |
| 2006 | Meat Loaf      | Seize the Night (Fühl die Nacht)                  | Bat out of Hell III. The Monster is Loose | 9:45  |

## Kapcsolódó előadók
- Jim Steinman
- Bonnie Tyler
- Celine Dion
- Vámpírok Bálja